# British Open 2022
British Open 2022 – trzeci rankingowy turniej snookerowy w sezonie 2022/2023, który został rozegrany w dniach 26 września – 2 października 2022 roku w Marshall Arena w Milton Keynes.

## Nagrody
|                    | Nagroda   |
| ------------------ | --------- |
| Zwycięzca          | 100 000 £ |
| Finalista          | 45 000 £  |
| Półfinalista       | 20 000 £  |
| Ćwierćfinalista    | 12 000 £  |
| 4. runda           | 8 000 £   |
| 3. runda           | 5 000 £   |
| 2. runda           | 3 000 £   |
| Najwyższy break    | 5 000 £   |
| Łączna pula nagród | 478 000 £ |

## Wyniki turnieju

### Runda 1
Do 4 frame’ów

- Jamie Jones 4−1  Elliot Slessor
- Zhao Xintong 4−1  Stuart Bingham
- Ding Junhui 4−1  Joe Perry
- Zhang Jiankang(inne języki) 3−4  Jak Jones
- David Gilbert 3−4  Lü Haotian
- Mark Selby 4−1  Mark Joyce
- Jordan Brown 4−1  Ng On Yee
- Craig Steadman 4−3  Ben Mertens
- Jack Lisowski 4−2  Mitchell Mann
- John Higgins 3−4  Yuan Sijun
- Graeme Dott 4−1  Anthony McGill
- David Grace 2−4  Xu Si
- Dean Young 0−4  Judd Trump
- Li Hang 1−4  Mark Allen
- Andy Lee(inne języki) 0−4  Yan Bingtao
- Gerard Greene 1−4  Ryan Day
- Lu Ning 4−1  Zhou Yuelong
- Ben Woollaston 4−1  Mark Williams
- Tian Pengfei 1−4  Jimmy Robertson
- Robbie Williams 4−1  Lukas Kleckers(inne języki)
- Anthony Hamilton 4−1  Jamie Clarke
- Kyren Wilson 1−4  Barry Hawkins
- Noppon Saengkham 4−0  Fraser Patrick(inne języki)
- Chen Zifan(inne języki) 3−4  Ross Muir
- John Astley(inne języki) w/d−w/o  Chang Bingyu
- Thepchaiya Un-Nooh 2−4  Matthew Stevens
- Xiao Guodong 4−1  Peter Lines
- Alexander Ursenbacher 1−4  Joe O’Connor
- Dylan Emery 2−4  Cao Yupeng
- Gary Wilson 4−0  Zhang Anda
- Zhao Jianbo(inne języki) 4−1  Ian Burns
- Steven Hallworth 4−0  Hammad Miah(inne języki)

### Runda 2
Do 4 frame’ów

- Ding Junhui 2−4  Robbie Williams
- Zhao Jianbo(inne języki) 1−4  Yuan Sijun
- Ben Woollaston 4−1  Jak Jones
- Barry Hawkins 3−4  Steven Hallworth
- Yan Bingtao 3−4  Jordan Brown
- Anthony Hamilton 4−3  Joe O’Connor
- Gary Wilson 2−4  Mark Allen
- Xu Si 0−4  Judd Trump
- Jamie Jones 4−1  Chang Bingyu
- Graeme Dott 4−3  Xiao Guodong
- Craig Steadman 2−4  Matthew Stevens
- Mark Selby 4−2  Cao Yupeng
- Ross Muir 0−4  Lü Haotian
- Lu Ning 1−4  Jack Lisowski
- Jimmy Robertson 1−4  Ryan Day
- Zhao Xintong 1−4  Noppon Saengkham

### Runda 3
Do 4 frame’ów

- Mark Selby 4−1  Jack Lisowski
- Anthony Hamilton 3−4  Yuan Sijun
- Jamie Jones 4−2  Ben Woollaston
- Robbie Williams 4−3  Steven Hallworth
- Mark Allen 4−3  Judd Trump
- Graeme Dott 2−4  Ryan Day
- Noppon Saengkham 4−0  Jordan Brown
- Lü Haotian 4−1  Matthew Stevens

### Ćwierćfinały
Do 5 frame’ów

- Mark Selby 3−5  Mark Allen
- Noppon Saengkham 5−3  Jamie Jones
- Ryan Day 5−4  Yuan Sijun
- Robbie Williams 5−1  Lü Haotian

### Półfinały
Do 6 frame’ów
- Mark Allen 6−1  Noppon Saengkham
- Ryan Day 6−5  Robbie Williams

### Finał
Do 10 frame’ów
- Mark Allen 7−10  Ryan Day

## Finał
| Finał: Do 10 wygranych frame'ów · Marshall Arena, Milton Keynes, Anglia, 2 października 2022 · Sędzia: Maike Kesseler |                    |          |
| Mark Allen | 7 – 10             | Ryan Day |
| Sesja popołudniowa: 126–0 (126), 0–135 (58, 77), 0–77 (73), 75–12 (75), 105–0 (105), 36–91 (58), 15–76 (54), 60–0 Sesja wieczorna: 81–37, 1–67 (58), 66–6 (53), 0–86 (79), 65–57, 15–78 (74), 25–96 (70), 0–84 (84), 39–69 |                    |          |
| 126 | Najwyższy break    | 84       |
| 2 | Breaki stupunktowe | –        |
| 4 | Breaki 50-punktowe | 10       |

## Kwalifikacje
Mecze zostały rozegrane w dniach 9–14 sierpnia w Robin Park Leisure Centre, Wigan. Wszystkie mecze były rozgrywane do 4 wygranych frame’ów (pary nr. 1, 2, 6, 19, 25, 29, 34, 39, 42, 46, 53, 54, 58, 59, 61, oraz 63 rozegrały swoje mecze w czasie fazy telewizyjnej). Wyłoniły one 64 zawodników, którzy zostali rozstawieni do turnieju zasadniczego.
| Mark Allen            | 4–0 | Stuart Carrington |
| Alexander Ursenbacher | 4–1 | Ronnie O’Sullivan |
| Anthony Hamilton      | 4–0 | Jimmy White       |
| Xiao Guodong          | 4–1 | David Lilley      |
| Jak Jones             | 4–2 | Andrew Pagett     |
| Ricky Walden          | 1–4 | Mark Selby        |
| Elliot Slessor        | 4–3 | Sean O’Sullivan   |
| Zak Surety            | 0–4 | Ross Muir         |
| Peter Lines           | 4–0 | Robert Milkins    |
| Michael Judge         | 3–4 | Craig Steadman    |
| Andy Lee              | 4–3 | Barry Pinches     |
| Fraser Patrick        | 4–1 | Alfred Burden     |
| Michael White         | 3–4 | Noppon Saengkham  |
| Fergal O’Brien        | 1–4 | Chang Bingyu      |
| Matthew Stevens       | 4–1 | Stephen Maguire   |
| Fan Zhengyi           | 0–4 | Jamie Clarke      |
| John Astley           | 4–3 | Rod Lawler        |
| Peng Yisong           | 0–4 | Dylan Emery       |
| Duane Jones           | 3–4 | Barry Hawkins     |
| Mark Joyce            | 4–0 | Daniel Wells      |
| Cao Yupeng            | 4–0 | Marco Fu          |
| Ben Woollaston        | 4–2 | James Cahill      |
| Joe O’Connor          | 4–1 | Chris Wakelin     |
| Jamie O’Neill         | 1–4 | David Grace       |
| Shaun Murphy          | 3–4 | Gary Wilson       |
| Jenson Kendrick       | 1–4 | Zhou Yuelong      |
| Mark King             | 1–4 | Lyu Haotian       |
| Tom Ford              | 3–4 | Mitchell Mann     |
| Mark Davis            | 0–4 | Kyren Wilson      |
| Gerard Greene         | 4–2 | Sanderson Lam     |
| David Gilbert         | 4–0 | Aaron Hill        |
| Hammad Miah           | 4–1 | Allister Carter   |

| Zhang Jiankang         | 4–0 | Reanne Evans     |
| Joe Perry              | 4–0 | Hossein Vafaei   |
| Liang Wenbo            | 2–4 | Dean Young       |
| Adam Duffy             | 1–4 | Ian Burns        |
| Rebecca Kenna          | 1–4 | Ryan Day         |
| Jamie Jones            | 4–1 | Scott Donaldson  |
| Anthony McGill         | 4–1 | Wu Yize          |
| Yuan Sijun             | 4–1 | Anton Kazakow    |
| Ng On Yee              | 4–3 | Ken Doherty      |
| Dominic Dale           | 1–4 | Jack Lisowski    |
| Tian Pengfei           | 4–2 | Sam Craigie      |
| Julien Leclercq        | 2–4 | Steven Hallworth |
| Matthew Selt           | 3–4 | Lu Ning          |
| Judd Trump             | 4–1 | Si Jiahui        |
| Pang Junxu             | 3–4 | Jordan Brown     |
| Thepchaiya Un-Nooh     | 4–1 | Martin Gould     |
| Allan Taylor           | 3–4 | Lukas Kleckers   |
| Jimmy Robertson        | 4–3 | Louis Heathcote  |
| Ryan Thomerson         | 1–4 | Ben Mertens      |
| Ding Junhui            | 4–2 | Oliver Lines     |
| Yan Bingtao            | 4–2 | Oliver Brown     |
| Bai Langning           | 1–4 | Zhao Xintong     |
| Himanshu Dinesh Jain   | 2–4 | Xu Si            |
| Nutcharut Wongharuthai | 2–4 | Chen Zifan       |
| Stephen Hendry         | 1–4 | Zhang Anda       |
| Andy Hicks             | 2–4 | John Higgins     |
| Lei Peifan             | 0–4 | Stuart Bingham   |
| Ashley Hugill          | 3–4 | Robbie Williams  |
| Mark Williams          | 4–1 | Andres Petrov    |
| Zhao Jianbo            | 4–3 | Jackson Page     |
| Graeme Dott            | 4–1 | Luca Brecel      |
| Liam Highfield         | 0–4 | Li Hang          |

## Breaki stupunktowe (100+)

### Faza telewizyjna
Suma: 62

- 147, 123, 117, 110, 109  Mark Selby
- 143, 133, 133, 126, 126, 105, 105, 100  Mark Allen
- 143, 110  Andy Hicks
- 143  David Grace
- 141, 131  Lü Haotian
- 139, 130, 109, 100  Judd Trump
- 139, 125, 125  Jamie Jones
- 139, 110, 100  Graeme Dott
- 138, 135, 126, 102  Anthony Hamilton
- 137  Gary Wilson
- 134, 120, 102  Barry Hawkins
- 134, 112  Jordan Brown
- 134  Robbie Williams
- 132, 132  John Higgins
- 132, 119, 111  Jack Lisowski
- 128, 112, 101  Zhao Xintong
- 124, 103  Ryan Day
- 119  Xiao Guodong
- 117, 101  Yan Bingtao
- 117  Ben Mertens
- 116, 113, 102  Noppon Saengkham
- 113  Yuan Sijun
- 112  Shaun Murphy
- 108  Steven Hallworth
- 104  Matthew Stevens
- 103  David Gilbert
- 101  Craig Steadman

### Kwalifikacje
Suma: 25

- 130, 107  Li Hang
- 130  Ben Woollaston
- 130  Steven Hallworth
- 129  Ian Burns
- 128  Ding Junhui
- 128  Ross Muir
- 127  Joe O’Connor
- 122  Matthew Selt
- 121  John Astley(inne języki)
- 111, 110  Lukas Kleckers(inne języki)
- 109, 104  Noppon Saengkham
- 109, 103  Julien Leclercq
- 105  Zhao Jianbo(inne języki)
- 103  Elliot Slessor
- 102  Pang Junxu
- 101  Ashley Hugill
- 100  Andrew Pagett
- 100  Anthony Hamilton
- 100  Chang Bingyu
- 100  David Gilbert
- 100  Louis Heathcote